# Joy Neville
Pour les articles homonymes, voir Neville.

a Compétitions nationales et continentales officielles uniquement.

b Matchs officiels uniquement.
Joy Neville, née le 24 juillet 1983 à Limerick (Irlande), est une joueuse internationale irlandaise de rugby à XV et internationale à sept, devenue ensuite arbitre internationale de rugby à XV.

## Biographie

### Carrière de joueuse
Joy Neville compte 70 sélections avec l'équipe d'Irlande, dont elle a été capitaine. Elle remporte notamment avec celle-ci le Tournoi des Six Nations 2013, ce qui constitue la première victoire irlandaise (et le premier Grand Chelem) dans le Tournoi.

### Carrière d'arbitre
Le 25 novembre 2017, elle officie en tant que juge de touche pour le test match France-Japon. Le 15 décembre, elle devient la première femme à arbitrer un match de rugby à XV masculin, lors de la 4e journée de Challenge européen entre l'Union Bordeaux Bègles et le Enisey-STM,. La même année, elle est désignée pour la Coupe du monde féminine dont elle dirige la finale. Elle est récompensée en recevant le prix de l'arbitre de l'année par World Rugby.
Le 9 février 2018, à l'occasion du match entre l'Ulster et les Southern Kings de la saison 2017-2018 du Pro14, elle entre encore dans l'histoire en devenant la première femme à arbitrer un match de Pro14. Elle arbitre depuis régulièrement des rencontres de cette compétition internationale,.
Elle arbitre l'édition 2021 de la Coupe du monde.
En 2023, elle est la première femme désignée pour arbitrer une Coupe du monde masculine (chargée de l'arbitrage vidéo).
Au mois de janvier 2024, elle annonce sa retraite pour la fin de la saison en cours. Elle reste à la fédération irlandaise comme formatrice des arbitres.